# مرکز سلامت محیط و کار
مرکز سلامت محیط و کار یکی از مراکز مهم زیرمجموعه معاونت بهداشت وزارت بهداشت ایران می‌باشد که تدوین سیاست‌ها و دستورالعمل‌ها و اجرا و اعمال قوانین مربوط به بهداشت محیط و بهداشت حرفه‌ای را در سراسر ایران عهده‌دار است.در حال حاضر رئیس مرکز سلامت محیط و کار مهندس محسن فرهادی هستند. پیش از این، دکتر جعفر جندقی، دکتر احمد جنیدی جعفری، مرحوم دکترصادق حضرتی، دکتر خسرو صادق‌نیت، دکتر کاظم ندافی و دکتر سید جلیل میرمحمدی میبدی ریاست مرکز را به عهده داشت.

## ادارات تابعه مرکز سلامت محیط و کار
- اداره بهداشت آب و فاضلاب
- اداره بهداشت مواد غذایی و بهسازی اماکن
- اداره کنترل عوامل محیطی مؤثر بر سلامت
- اداره بهداشت مراکز درمانی، ایمنی پرتوها و پسماندها
- اداره خدمات بهداشت حرفه‌ای و مشاغل خاص
- اداره طب کار
- اداره کنترل عوامل شغلی مؤثر بر سلامت
- اداره بازرسی و قوانین و مقررات بهداشت حرفه ای